# Zuid-Amerikaanse hazelwormen
Zuid-Amerikaanse hazelwormen (Ophiodes) zijn een geslacht van hagedissen die behoren tot de familie Diploglossidae.

## Uiterlijke kenmerken
Het lichaam is zeer langwerpig van vorm en is erg dun, de kop is relatief klein.
Alle soorten hebben geen zichtbare poten meer en hebben een slangachtige verschijning. Van de achterpoten zijn nog zeer kleine, afgeplatte restanten aanwezig die nauwelijks zichtbaar zijn. Deze pootrestanten kunnen alleen nog zijwaarts worden bewogen en spelen geen rol in de voortbeweging. Er is geen huidplooi aanwezig aan de onderzijde van de flanken.

## Verspreiding en habitat
Alle soorten komen voor in delen van Zuid-Amerika en leven in de landen Argentinië, Bolivia, Brazilië, Paraguay en Uruguay.
Door de internationale natuurbeschermingsorganisatie IUCN is aan één soort een beschermingsstatus toegewezen. Ophiodes intermedius wordt beschouwd als 'veilig' (Least Concern of LC).

## Levenswijze
Zuid-Amerikaanse hazelwormen zijn bodembewoners die moeilijk te vinden zijn vanwege de nachtactieve levenswijze. De verschillende soorten zetten geen eieren af, de jongen komen geheel ontwikkeld ter wereld.

## Naam en indeling
Er zijn zes soorten, inclusief de in 2015 beschreven soort Ophiodes luciae en de in 2017 beschreven Ophiodes enso. Veel bronnen geven hierdoor een lager soortenaantal aan. De groep werd lange tijd tot de familie hazelwormen (Anguidae) gerekend waardoor deze verouderde situatie in veel literatuur nog wordt beschreven.

### Soorten
Het geslacht omvat de volgende soorten, met de auteur en het verspreidingsgebied.
| Naam                 | Auteur                                                                        | Verspreidingsgebied                       |
| -------------------- | ----------------------------------------------------------------------------- | ----------------------------------------- |
| Ophiodes enso        | Entiauspe-Neto, Marques-Quintela, Regnet, Teixeira, Silveira & Loebmann, 2017 | Brazilië                                  |
| Ophiodes fragilis    | Raddi, 1826                                                                   | Argentinië, Paraguay                      |
| Ophiodes intermedius | Boulenger, 1894                                                               | Argentinië, Bolivia, Paraguay, Uruguay    |
| Ophiodes luciae      | Cacciali & Scott, 2015                                                        | Paraguay                                  |
| Ophiodes striatus    | Spix, 1824                                                                    | Brazilië, Paraguay, Uruguay               |
| Ophiodes vertebralis | Bocourt, 1881                                                                 | Argentinië, Uruguay, mogelijk in Brazilië |